# Šum
Šum (in ucraino Шум?) è un singolo del gruppo musicale ucraino Go_A, pubblicato il 22 gennaio 2021 su etichetta discografica Rocksoulana Music.
È stato premiato con lo YUNA alla migliore hit elettronica.

## Descrizione
Il titolo del brano, in ucraino Шум?, Šum, deriva etimologicamente dalla parola di lingua proto-slava šumъ ("rumore") oppure šuma ("foresta").
Il brano è stato inviato a UA:PBC, insieme ad altre due canzoni del gruppo, come proposta per la partecipazione ucraina all'Eurovision Song Contest 2021 a Rotterdam, nei Paesi Bassi. Il 3 febbraio 2021 una giuria interna l'ha selezionato come brano eurovisivo nazionale; la decisione è stata resa pubblica il giorno seguente.
Nel maggio successivo, dopo essersi qualificati dalla prima semifinale, i Go_A si sono esibiti nella finale eurovisiva, dove si sono piazzati al 5º posto su 26 partecipanti con 364 punti totalizzati. Sono risultati i preferiti dal televoto italiano.
Data la lunghezza del brano, sono state necessarie delle modifiche per farlo rientrare nella durata massima di tre minuti prevista dal regolamento dell'Eurovision. La versione eurovisiva di Šum, della durata di 2 minuti e 53 secondi, è stata pubblicata il 9 marzo 2021. Kateryna Pavlenko ha spiegato che Šum non era stata scritta come potenziale candidata per il contest, e che il gruppo ha incontrato difficoltà nell'eliminare un minuto, tanto da dover ricorrere alla creazione di un «sequel» con una struttura e una produzione nettamente diverse dall'originale. La nuova versione, ispirata alle vesjanky, balli di primavera dell'Ucraina rurale, ha «un'energia più positiva» in contrasto alla «tensione» che caratterizzava la prima stesura della canzone, volta a inscenare un rituale pagano.

## Video musicali
Il video musicale della prima versione del brano è stato girato nei pressi di Kiev, con un telefono cellulare, dal regista Ivan Bujansky. Kateryna, cantante del gruppo, ha dichiarato che nonostante l'apparente tematica riguardante la pandemia, il loro intento era quello di sperimentare e «girare un video divertente».
Il video della versione eurovisiva del brano è stato invece girato da Maksym Tužylin nelle campagne vicino a Černobyl', per dare un'ambientazione post-apocalittica alla scena.

## Tracce
Versione originale
Testi di Kateryna Pavlenko, musiche di Taras Ševčenko, Kateryna Pavlenko e Ihor Didenčuk.
1. Šum – 3:58

Versione eurovisiva
1. Šum – 2:53
2. Šum (versione strumentale) – 2:53

## Successo commerciale
Šum è divenuta la prima canzone in lingua ucraina a fare il proprio ingresso nella classifica generale giornaliera redatta da Spotify, collocandosi al 69º posto.

## Classifiche

### Classifiche settimanali
| Classifica (2021) | Posizione massima |
| ----------------- | ----------------- |
| Austria           | 35                |
| Belgio (Fiandre)  | 29                |
| Finlandia         | 17                |
| Germania          | 66                |
| Grecia            | 8                 |
| Irlanda           | 37                |
| Islanda           | 11                |
| Lituania          | 3                 |
| Paesi Bassi       | 19                |
| Regno Unito       | 59                |
| Repubblica Ceca   | 55                |
| Slovacchia        | 61                |
| Svezia            | 27                |
| Svizzera          | 36                |
| Ucraina           | 17                |

### Classifiche di fine anno
| Classifica (2022) | Posizione |
| ----------------- | --------- |
| Ucraina           | 159       |
| Classifica (2023) | Posizione |
| Ucraina           | 166       |